# Badaga Bellur, Bantval
Badaga Bellur là một làng thuộc tehsil Bantval, huyện Dakshina Kannada, bang Karnataka, Ấn Độ.